# Cryptophaps
Cryptophaps is een geslacht van vogels uit de familie duiven (Columbidae).

## Soorten
Het geslacht kent de volgende soort:
- Cryptophaps poecilorrhoa – Notenduif